# キンジ天野
キンジ 天野（きんじ あまの、本名：天野 欽二（あまの きんじ）、1974年8月29日 - ）は、日本のプロボクサー。埼玉県三郷市出身。第37代日本スーパーフェザー級王者。国際ボクシングスポーツジム出身。

## 経歴
1994年、国際ボクシングスポーツジム所属でプロデビュー。
2001年3月12日、日本スーパーフェザー級王者コウジ有沢に挑戦し、10回判定勝ちで王座を獲得した。
2001年8月18日、射場哲也を10回判定で破り、初防衛に成功した。
2002年1月19日、長嶋健吾に10回判定負けを喫し2度目の防衛に失敗、王座から陥落した。
2002年8月24日、本望信人と長嶋が返上した日本スーパーフェザー級王座決定戦を行い、10回判定負けを喫し王座返り咲きならず。
2004年11月8日、阪東ヒーローと対戦し、8回判定引き分けに終わった。
2005年5月24日、ジムレックス・ハカと対戦し、10回判定引き分けに終わり引退を表明した。
2007年4月24日、同ジム所属の日本王者プロスパー松浦とのスパーリングを含む引退式を行った。
その後ワールドスポーツボクシングジムのトレーナーとなっている(2020年9月時点)。

## 獲得タイトル
- 第37代日本スーパーフェザー級王座(防衛1)